# اريك ماكس فراي
اريك ماكس فراي (بالإنجليزية: E. Max Frye)‏ هو كاتب سيناريو ومخرج أمريكي، ولد في 1986 في أوريغون في الولايات المتحدة.

## وصلات خارجية
- اريك ماكس فراي على موقع IMDb (الإنجليزية)
- اريك ماكس فراي على موقع قاعدة بيانات الأفلام العربية
- اريك ماكس فراي على موقع ألو سيني (الفرنسية)
- اريك ماكس فراي على موقع أول موفي (الإنجليزية)
- اريك ماكس فراي على موقع قاعدة بيانات الأفلام السويدية (السويدية)
- اريك ماكس فراي على موقع قاعدة بيانات الفيلم (الإنجليزية)
- اريك ماكس فراي على موقع كينوبويسك (الروسية)